# Гусево (Тюменская область)
Гусево — село в Тюменском районе Тюменской области России, входит в состав Московского муниципального образования.

## География
Село расположено в 12 километрах от Тюмени, смыкается с восточной окраиной села Зубаревское.

## История
Основано в начале XVII века староверами.
В 1623 году после пожара в Тюмени погорельцев переселяли в Гусево.
Известен случай самосожжения староверов в Гусево 22 марта 1751 года.
В конце 1920-х годов в Гусевой и ближайших деревнях стали организовываться коммуны, позже появился колхоз «Рекорд».

## Население
| 2002 | 2010 |
| ---- | ---- |
| 340  | ↘313 |

720 человек (январь 2021)

## Инфраструктура
Личное подсобное хозяйство.

## Транспорт
Через село исторически проходила дорога на Москву, современное её название — Старый Московский тракт.
Дороги с твердым покрытием, автобусное сообщение. На октябрь 2020 действовали автобусы маршрутов 109, 161, 209, 309.
Произошел скандал в 2019 году, местная жительница сделала часть дороги за свой счет.